# マームズベリー伯爵
マームズベリー伯爵（英語: Earl of Malmesbury）は、イギリスの伯爵位。
18世紀後半の外交官ジェイムズ・ハリスが1800年にグレートブリテン貴族として叙されたのに始まる。

## 経歴

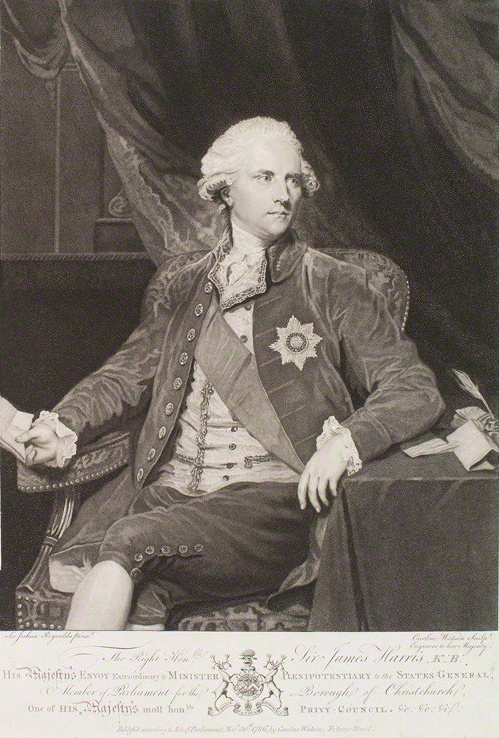
初代マームズベリー伯ジェイムズ・ハリス

駐プロイセン公使(在職1772-1776)や駐ロシア大使(在職1776-1783)、駐オランダ大使(在職1784-1789)などを務めた外交官ジェイムズ・ハリス(1746–1820)は、1788年9月19日にウィルトシャー州におけるマームズベリーのマームズベリー男爵(Baron Malmesbury, of Malmesbury in the County of Wiltshire)、ついで1800年12月29日にマームスベリー伯爵(Earl of Malmesbury)とサウスハンプトン州におけるハーンコートの第7代フィッツハリス子爵(Viscount FitzHarris, of Hurn Court in the County of Southampton)に叙せられた（いずれもグレートブリテン貴族爵位）。
その長男の2代伯ジェイムズ・ハリス(1778–1841)は、襲爵前にトーリー党の庶民院議員を務め、1807年のポートランド公爵内閣で外務副大臣(在職1807)を務めた。
その長男の3代伯ジェイムズ・ハリス(1807–1889)も保守党の政治家であり、外務大臣(在職1852、1858-1859)や王璽尚書(在職1866-1868、1874-1876)などの閣僚職を歴任した。
3代伯には子供がなかったため、甥(2代伯の次男エドワードの長男)にあたるエドワード・ハリス(1842–1899)が4代伯を継承した。その後、その長男のジェイムズ・ハリス(1872–1950)が5代伯、その長男のウィリアム・ハリス(1907–2000)が6代伯、その長男のジェイムズ・ハリス(1946-)が7代伯を継承した。彼が2016年現在の当主である。
本邸はハンプシャー・グレイウェルにあるグレイウェル・ヒル(Greywell Hill)である。

## 現当主の保有爵位
現在の当主7代マームズベリー伯ジェイムズ・ハリスは以下の爵位を保有している。
- 第7代マームスベリー伯爵 (7th Earl of Malmesbury)
(1800年12月29日の勅許状によるグレートブリテン貴族爵位)
- サウスハンプトン州におけるハーンコートの第7代フィッツハリス子爵 (7th Viscount FitzHarris, of Hurn Court in the County of Southampton)
(1800年12月29日の勅許状によるグレートブリテン貴族爵位)
- ウィルトシャー州におけるマームズベリーの第7代マームズベリー男爵 (7th Baron Malmesbury, of Malmesbury in the County of Wiltshire)
(1788年9月19日の勅許状によるグレートブリテン貴族爵位)

## マームズベリー伯 (1800年)
- 初代マームズベリー伯ジェイムズ・ハリス (1746–1820)
- 2代マームズベリー伯ジェイムズ・エドワード・ハリス（英語版） (1778–1841)
- 3代マームズベリー伯ジェイムズ・ハワード・ハリス (1807–1889)
- 4代マームズベリー伯エドワード・ジェイムズ・ハリス（英語版） (1842–1899)
- 5代マームズベリー伯ジェイムズ・エドワード・ハリス（英語版） (1872–1950)
- 6代マームズベリー伯ウィリアム・ジェイムズ・ハリス（英語版） (1907–2000)
- 7代マームズベリー伯ジェイムズ・カールトン・ハリス (1946-)
  - 法定推定相続人は現当主の長男フィッツハリス子爵(儀礼称号)ジェイムズ・ヒュー・カールトン・ハリス (1970-)